# LIDs
LIDs steht für Light-Weight Documentation of Experiences und ist ein Modell zur systematischen Software-Prozessverbesserung. Es wurde im Software Experience Center von DaimlerChrysler entwickelt. Bei diesem Ansatz werden die Erfahrungen der Mitglieder von Software-Projekten direkt nach deren Ende gesammelt und dokumentiert (Post-mortem-Analyse), um sie in anderen Projekten wiederverwenden zu können. 
Im Gegensatz zu schwergewichtigeren Ansätzen wie der Experience Base und dem Capability Maturity Model wird hier der Aufwand für die Dokumentation von Erfahrungen bewusst niedrig gehalten. Das Verfahren ist weder technisch noch finanziell aufwändig. Es benötigt auch keine teuren Werkzeuge. Generell berichten die Projektmitglieder gerne über ihre Taten, so dass der zusätzliche Aufwand meist nicht als Belastung empfunden wird.

## Vorgehen
1. Nach dem Projekt werden die Teilnehmer mit einer Checkliste befragt, was in dem Projekt gut gelaufen ist und wo sie Verbesserungsmöglichkeiten sehen.
2. Zusammen mit den Teilnehmern wird dann eine Geschichte mit den Erkenntnissen zum Projekt auf wenigen Seiten aufgeschrieben.
3. Dann werden die wichtigsten Artefakte des Projekts, die vielleicht für andere Projekte nützlich sein könnten, gesammelt. Das können z. B. Spezifikationen als Beispiele, Vorlagen, Checklisten, UML-Diagramme, Architekturen oder sonstige Dokumente sein.
4. Danach kommen die gesammelten Dokumente in ein Verzeichnis und die Geschichte als Deckel obendrauf.

## Voraussetzungen
- Das Projekt darf nicht zu lang sein. Mit 3 Monatsprojekten konnten gute Erfahrungen gewonnen werden.
- Die Dokumentation muss zügig direkt nach dem Projektende erfolgen, da sonst vieles in Vergessenheit gerät.